# Coelostegia montana
Coelostegia montana är en malvaväxtart som beskrevs av K.Sidiyasa. Coelostegia montana ingår i släktet Coelostegia och familjen malvaväxter. Inga underarter finns listade i Catalogue of Life.